# Niall Blaney

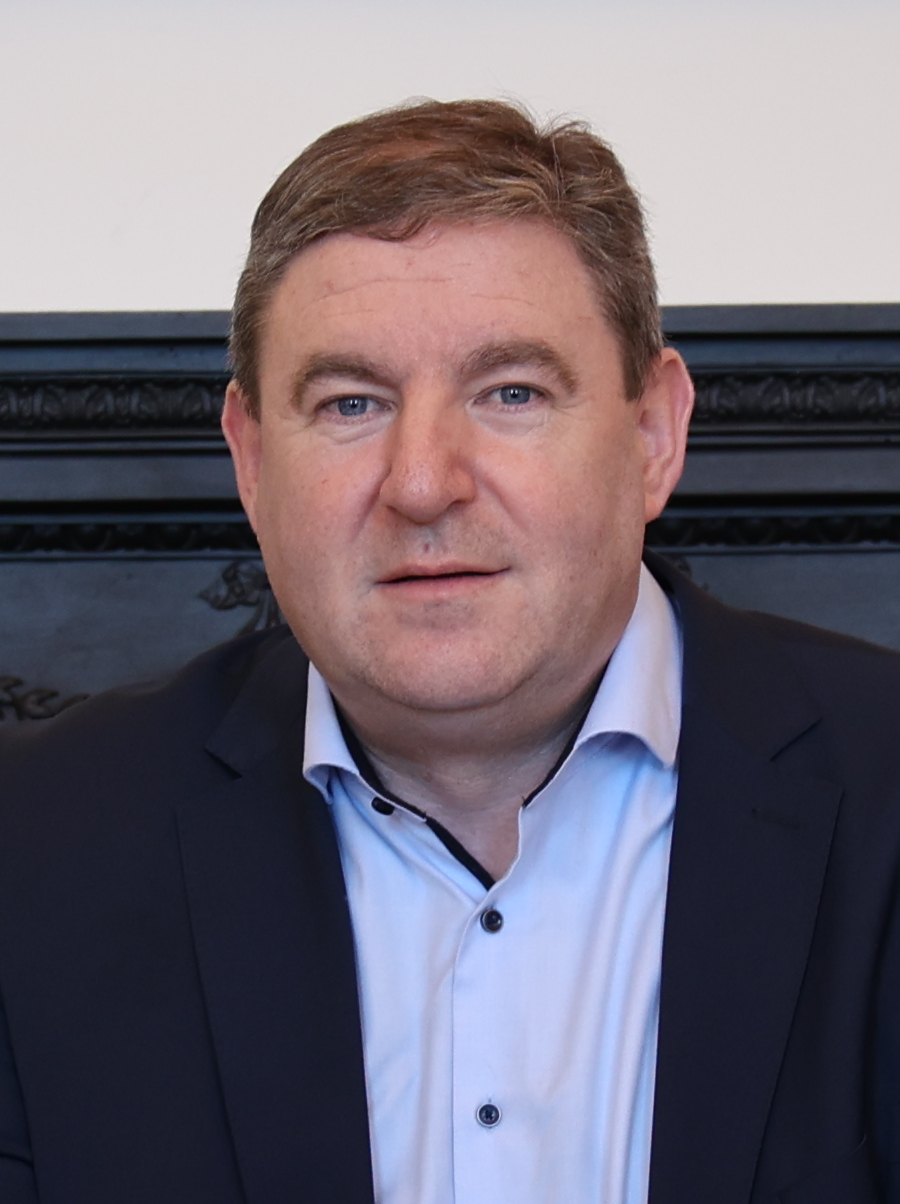
Niall Blaney (2025)

Niall Blaney (irisch Séamus Mac Daibhéad, * 29. Januar 1974 in Letterkenny, County Donegal, Irland) ist ein irischer Politiker der Independent Fianna Fáil (Fianna Fáil Neamhspleách), später der Fianna Fáil.

## Biografie
Blaney ist der Sohn von Harry Blaney (1928–2013), Enkel von Neal Blaney (1889–1948) und Neffe von Neil Blaney (1922–1995), allesamt Politiker. 
Blaney studierte am Letterkenny Institute of Technology Architektur.
1999 wurde er erstmals in den Donegal County Council gewählt. 2002 gelang ihm dann auf Anhieb, bei den Wahlen zum Dáil Éireann einen Sitz im Wahlkreis Donegal North-East zu erringen. Er zog damit als Teachta Dála in den Dáil Éireann ein. 2006 markierte der Austritt Blaneys aus der Independent Fianna Fáil das Ende der Partei. So trat Blaney bei den Wahlen zum Dáil Éireann 2007 für die Fianna Fáil an und konnte seinen Sitz verteidigen.
An der Wahl 2011 nahm er nicht teil. Es war das erste Mal, dass an einer Wahl zum Dáil Éireann kein Mitglied der Blaney-Familie kandidiert hatte.
Er versuchte dann, 2016 in den Seanad Éireann auf der Industrie- und Gewerbeliste gewählt zu werden, blieb aber ebenso erfolglos wie bei einer Nachwahl 2018.
2020 war er dann allerdings erfolgreich. Er zog über die Landwirtschaftsliste in den Seanad Éireann ein. 
Als Kandidat der Fianna Fáil für den Wahlbezirk Midlands–North-West bei der Europawahl 2024 unterlag er zunächst Barry Cowen als Frontrunner für die Fianna Fáil. Die Partei stellte schließlich alle drei Kandidaten auf. Barry Cowen gewann einen Sitz im Europaparlament. Blaney verfehlte die notwendige Stimmenzahl deutlich. 2025 wurde er erneut in den Seanad Éireann gewählt.

## Privates
Niall Blaney heiratete 2002 Rosaleen Shovelin, mit der er drei Kinder hat. 2011 trennten sich beide.